# Richard Thaler
Richard Thaler, född 12 september 1945 i East Orange, New Jersey, är en amerikansk ekonom. Han tilldelades 2017 års pris i ekonomi till Alfred Nobels minne för hans bidrag till beteendeekonomi. Professor Thaler är verksam vid University of Chicago Booth School of Business.